# Suwon Samsung Bluewings
Suwon Samsung Bluewings Football Club (kor. 수원 삼성 블루윙즈 축구단) – południowokoreański klub piłkarski z miasta Suwon, występujący w K League 2 (2. liga).
Trzy razy wygrał mistrzostwo Korei Południowej (1998, 1999 i 2004). W 2002 wygrał Koreański FA Cup (główny puchar narodowy) a w 2000 i 2001 Suwon był mistrzem Azji.

## Sukcesy

### Domowe
- K League 1
  - mistrzostwo (4): 1998, 1999, 2004, 2008
  - wicemistrzostwo (4): 1996, 2006, 2014, 2015
- Puchar Korei Południowej
  - zwycięstwo (4): 2002, 2009, 2010, 2016
  - finał (3): 1996, 2006, 2011
- Puchar Ligi
  - zwycięstwo (6): 1999, 1999s, 2000, 2001, 2005, 2008
- Superpuchar Korei Południowej
  - zwycięstwo (1): 1999, 2000, 2005

### Międzynarodowe
- Liga Mistrzów
  - zwycięstwo (2): 2000/2001, 2001/2002
  - finał (1): 2011
- Puchar Zdobywców Pucharów
  - finał (1): 1997/1998
- Superpuchar Azji
  - zwycięstwo (2): 2001, 2002

## Stadion
Domowe mecze klub rozgrywa na stadionie Suwon World Cup Stadium, który może pomieścić 45192 widzów.

## Skład na sezon 2018
| Nr | Poz. | Piłkarz               |
| -- | ---- | --------------------- |
| 1  | BR   | Shin Hwa-yong         |
| 2  | OB   | Song Jun-pyoung       |
| 3  | OB   | Yang Sang-min         |
| 4  | PO   | Kim Eun-sun (kapitan) |
| 5  | OB   | Jo Sung-jin           |
| 7  | NA   | Waguininho            |
| 8  | PO   | Cho Won-hee           |
| 9  | NA   | Park Gi-dong          |
| 10 | NA   | Dejan Damjanović      |
| 11 | PO   | Lim Sang-hyub         |
| 13 | OB   | Park Hyung-jin        |
| 14 | NA   | Han Eui-kwon          |
| 15 | OB   | Koo Ja-ryong          |
| 16 | PO   | Lee Jong-sung         |
| 17 | PO   | Kim Jong-woo          |
| 18 | NA   | Kim Jong-min          |
| 19 | PO   | Choi Jung-hoon        |
| 20 | OB   | Kwak Kwang-seon       |
| 21 | BR   | No Dong-geon          |
| 22 | PO   | Elvis Sarić           |
| 23 | OB   | Lee Ki-je             |

| Nr | Poz. | Piłkarz        |
| -- | ---- | -------------- |
| 24 | PO   | Park Jong-woo  |
| 25 | PO   | Choi Sung-geun |
| 26 | PO   | Yeom Ki-hun    |
| 27 | PO   | Jang Hyun-soo  |
| 29 | BR   | Park Ji-min    |
| 28 | NA   | You Ju-an      |
| 30 | PO   | Yoon Yong-ho   |
| 31 | BR   | Kim Sun-woo    |
| 33 | OB   | Hong Chul      |
| 35 | OB   | Jang Ho-ik     |
| 41 | BR   | Kang Bong-gyun |
| 42 | PO   | Song Jin-kyu   |
| 44 | OB   | Kim Min-ho     |
| 55 | OB   | Park Jun-heong |
| 66 | OB   | Kim Tae-hwan   |
| 70 | NA   | Joo Hyun-ho    |
| 77 | PO   | Cho Ji-hun     |
| 88 | PO   | Kim Joon-hyung |
| 93 | OB   | Shin Se-gye    |
| 99 | NA   | Jeon Se-jin    |